# Hemiurus
Genre
Hemiurus est un genre de trématodes de la famille des Hemiuridae.

## Liste des espèces
Ce genre comprend les espèces suivantes[réf. nécessaire] :
- Hemiurus antarcticus Reimer, 1987
- Hemiurus appendiculatus (Rudolphi, 1802)
- Hemiurus arelisci Yamaguti, 1938
- Hemiurus arelisci Yamaguti, 1938
- Hemiurus communis Odhner, 1905
- Hemiurus levinseni Odhner, 1905
- Hemiurus lignator Bray & Cribb, 2005
- Hemiurus luehei Odhner, 1905
- Hemiurus macrouri Gaevskaya, 1975
- Hemiurus microporus (Monticelli, 1889)
- Hemiurus monticellii (Linton, 1898)
- Hemiurus ocreata (Rudolphi, 1802)
- Hemiurus odhneri Yamaguti, 1934
- Hemiurus rugosus Looss, 1907
- Hemiurus sigani Fischthal & Kuntz, 1964
- Hemiurus sluiteri (Brock, 1886)